# San Andrés (Honduras)
San Andrés es un municipio del departamento de Lempira en la República de Honduras. El municipio se caracteriza por su clima fresco y agradable y especialmente por el café de altura, cultivado por la mayoría de los pobladores de la localidad.

## Toponimia
Su nombre es en honor a Andrés el Apostol, santo de la iglesia católica.

## Geografía física

### Ubicación
Se ubica en lo alto del grupo de montañas, de la que forma parte El Congolón. El pueblo se ubica a 64 kilómetros de la ciudad de Gracias. Tiene una extensión territorial de 246.8 km².
|                                 | Norte: San Marcos de Caiquín San Sebastián Santa Cruz |                 |
| Oeste: Valladolid Tambla Tomalá |                                                       | Este: Erandique |
|                                 | Sur: Gualcince                                        |                 |

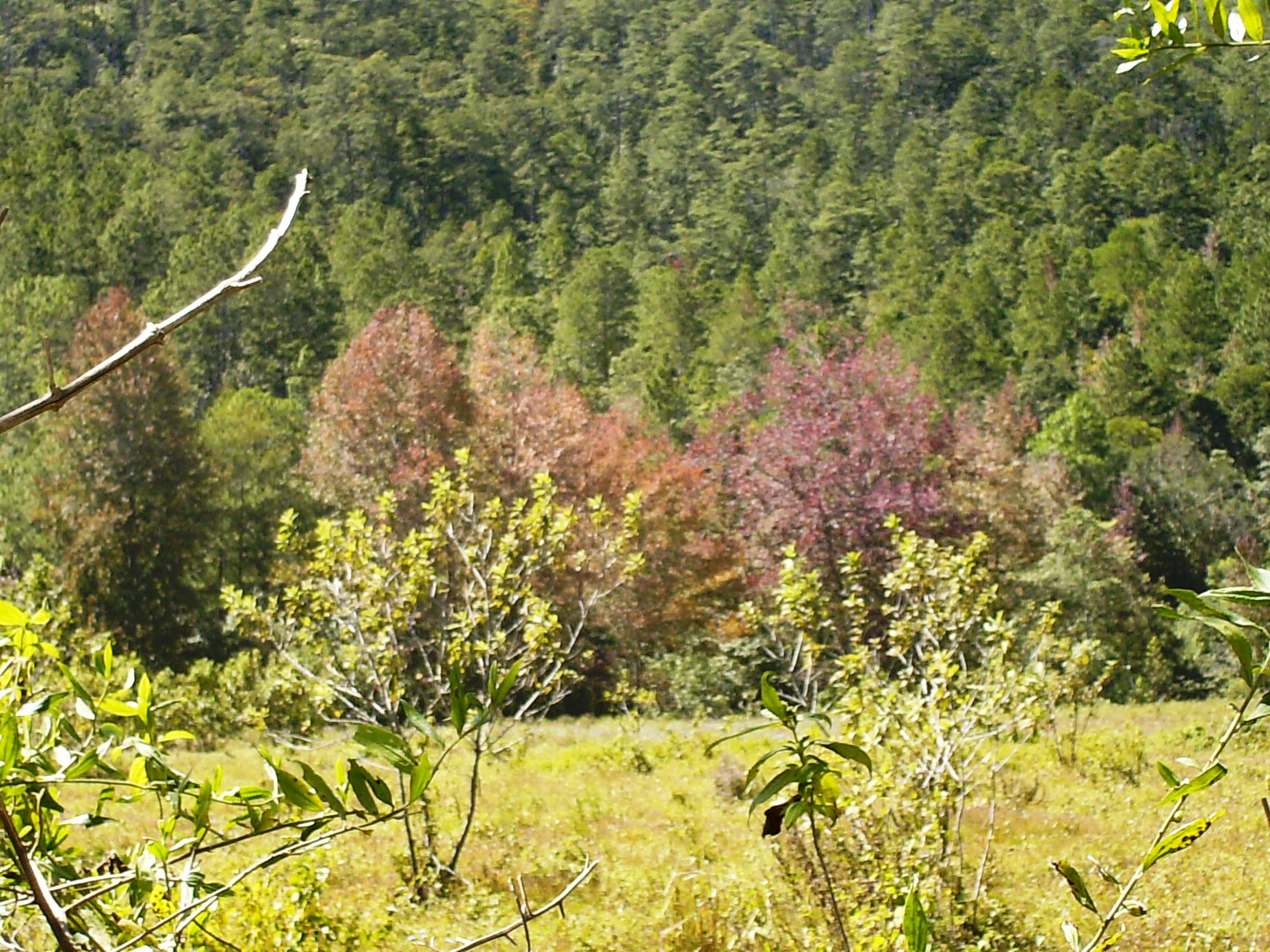
Vista de la estación de otoño en San Andrés.

Tiene bastantes bosques de pinos, liquidámbares y en menor escala de robles. Las colinas y montañas de este municipio son muy grandes y escarpadas. También se ven árboles de hoja ancha que son utilizados para dar sombra a los cultivos de café.

### Clima
El clima es templado durante tres cuartas partes del año, a excepción del verano.

## Historia
En el recuento de población de 1801 aparece como Aldea Guaxinlaca de la Subdelegación de Gracias a Dios.
En la división política territorial de 1889 aparece como municipio del Distrito de Erandique.

## Geografía humana

### Organización territorial
El municipio de San Andrés tiene ocho aldeas y 141 caseríos. (2013)
| Código | Aldea                  |
| ------ | ---------------------- |
| 131601 | San Andrés             |
| 131602 | Caona                  |
| 131603 | Cenalaca               |
| 131604 | San José de Esquimpara |
| 131605 | San Simón              |
| 131606 | Santiago               |
| 131607 | Sosoal                 |
| 131608 | Sunsunlaca             |

### Demografía

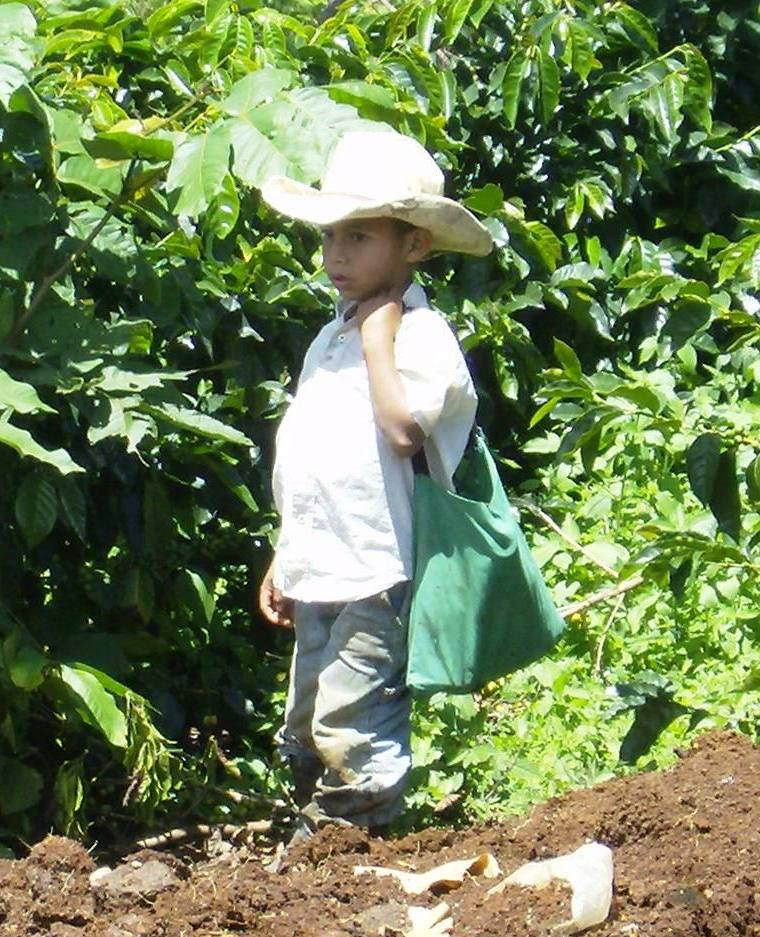
Un pequeño, originario de la localidad de San Andrés, 10 de marzo de 2015.

Para el caso de San Andrés se tiene que los descendientes de indígenas son la mayoría, en especial en las aldeas vecinas a la cabecera. Los mestizos siguen con un porcentaje pequeño.
El Instituto Nacional de Estadística de Honduras (INE) registró en el 2001 la cantidad de 10,473 habitantes, y también registró que habría 13,151 habitantes para el año 2013.
En 2020, San Andrés contaba con 14,670 habitantes.

### Transportes

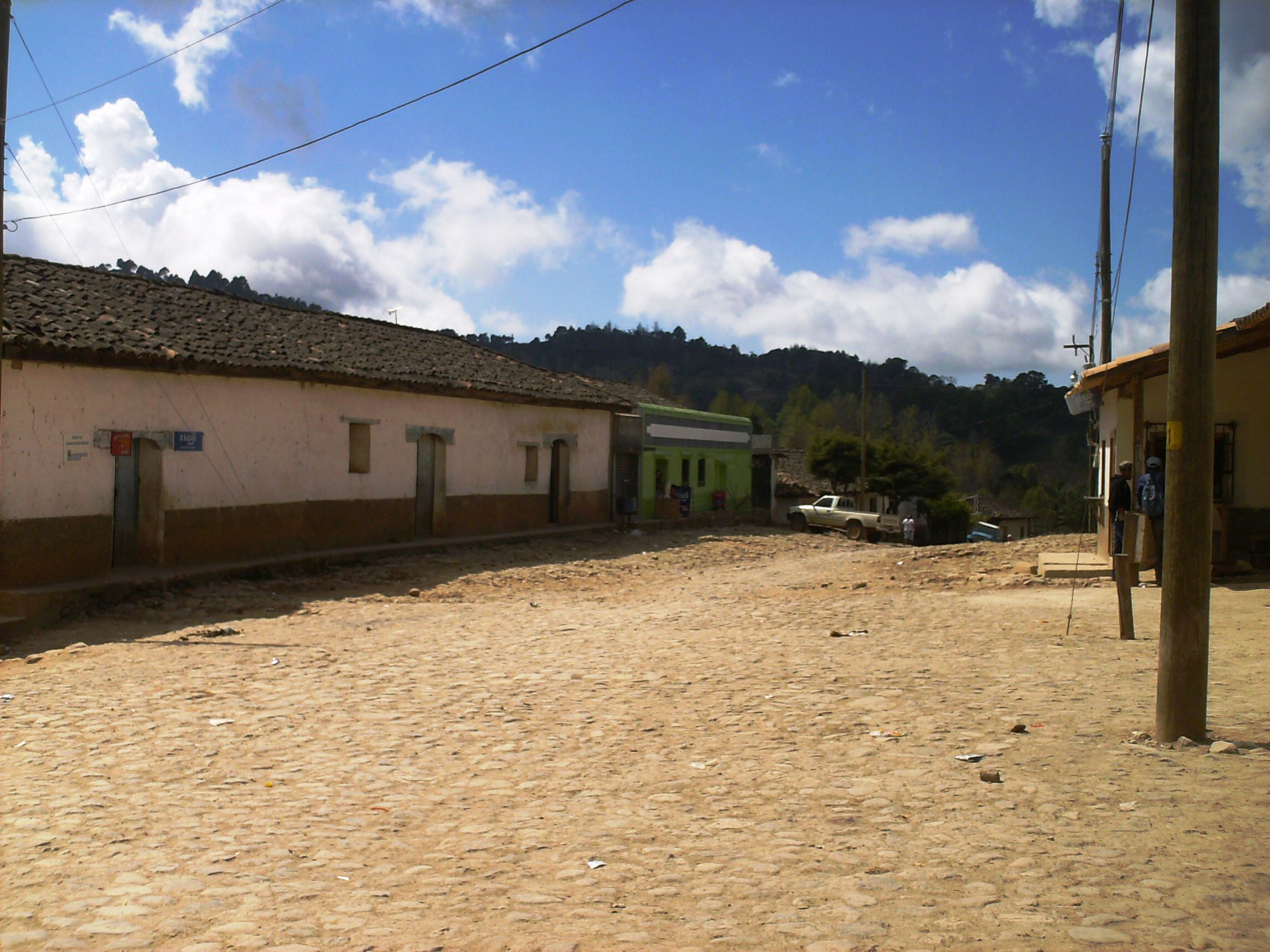
Calle Principal del municipio de San Andrés.

El acceso a este municipio es por el lado oriental y el sur del departamento. El desvío para esta cabecera se le conoce como "El Guayabo" un Caserillo de una Aldea de Erandique, Lempira, a partir de allí son 15 minutos hasta el centro del pueblo. La carretera no pavimentada pasa en buen estado durante la mayoría del año. Tiene la ventaja de estar relativamente cerca de otros municipios Erandique, Gualcinse. Hay ciertos tramos que quedan de una vía, por lo que se debe ser precavido. Existen dos rutas de buses hacia la Ciudad de Gracias, Lempira.

### Economía
El cultivo del café es la mayor actividad de ingreso para este municipio, aprovechando su elevación sobre el nivel del mar. Los vegetales, maíz y frijoles se presentan en menor escala, en su mayoría para consumo local, al igual que el ganado y los productos lácteos. Los recursos forestales son aprovechados racionalmente. Tiene electricidad, pero cuando llega a faltar, la ausencia puede durar un par de días. Cuenta con cobertura de comunicación móvil. Tiene alrededor de su cabecera bastantes nacimientos de agua que ayudan al abastecimiento local y de los municipios de La Virtud, Virginia, Mapulaca, Piraera y varias comunidades de Valladolid. existen varias comunidades donde se siembran vegetales debido a sus planicies propias para eso. hay una cascada sobre el Río Saina con el nombre de Yusa con una caída de agua de 112 metros de altura la más alta del departamento.

#### Turismo
Los mejores atractivos turísticos de este municipio son sus bosques, en especial los de Liquidambar, que al mudar sus hojas según la estación ofrecen paisajes hermosos. Los Río Mocal y Río Saina. Las fincas de café también ofrecen los mismos espectáculos. Hay hotelitos atractivos, hay una estación gosolinera. una ferretería. En la alcaldía hay acceso a internet. Tiene negocios pequeños de abarrote. Se puede disfrutar de la comida típica de la zona occidental, la gente es muy acogedora. En la feria local, llega mucha gente de los alrededores y se presentan ventas de artículos varios.

## Cultura
La feria patronal es el 29 de noviembre y el 29 de septiembre, día de San Andrés.